# Municipio de Clover (condado de Clearwater)
El municipio de Clover (en inglés, Clover Township) es un municipio del condado de Clearwater, Minnesota, Estados Unidos. Tiene una población estimada, a mediados de 2022, de 89 habitantes.
Abarca una zona exclusivamente rural.

## Geografía
Está ubicado en las coordenadas 47°46′20″N 95°16′46″O / 47.77222, -95.27944 (47.772305, -95.279511). Según la Oficina del Censo de los Estados Unidos, tiene una superficie total de 45.8 km², de la cual 44.2 km² corresponden a tierra firme y 1.6 km² están cubiertos de agua.

## Demografía
Según el censo de 2020, en ese momento había 88 personas residiendo en la zona. La densidad de población era de 2.0 hab./km². El 87.50 % de los habitantes eran blancos, el 1.14 % era afroamericano, el 1.14 % era amerindio y el 10.23 % eran de una mezcla de razas. Del total de la población, el 2.27 % eran hispanos o latinos de cualquier raza.